# Кевін Кураньї
Кевін Кураньї (нім. Kevin Kurányi, нар. 2 березня 1982, Петрополіс) — німецький футболіст, нападник клубу  Гоффенгайм 1899.

## Клубна кар'єра
Народився 2 березня 1982 року в місті Петрополіс. Вихованець юнацьких команд футбольних клубів «Серрано», «Лас Промесас» та «Штутгарт».
У дорослому футболі дебютував 2001 року виступами за дублюючу команду «Штутгарт» II, в якій провів два сезони, взявши участь у 33 матчах чемпіонату.
Своєю грою за цю команду привернув увагу представників тренерського штабу основного клубу «Штутгарт», до складу якого був включений влітку 2003 року. Відіграв за штутгартський клуб наступні два сезони своєї ігрової кар'єри. Більшість часу, проведеного у складі «Штутгарта», був основним гравцем атакувальної ланки команди. У складі «Штутгарта» був одним з головних бомбардирів команди, маючи середню результативність на рівні 0,4 гола за гру першості.
2005 року уклав контракт з клубом «Шальке 04», у складі якого провів наступні п'ять років своєї кар'єри гравця. Граючи у складі «Шальке» також здебільшого виходив на поле в основному складі команди. В новому клубі був серед найкращих голеодорів, відзначаючись забитим голом в середньому щонайменше у кожній другій грі чемпіонату.
До складу клубу «Динамо» (Москва) приєднався 1 липня 2010 року, підписавши контракт на три роки. Попри те, що прийшов посередині року, за підсумками сезону 2010 року був визнаний уболівальниками «Динамо» найкращим гравцем команди (зігравши всього 16 ігор, в яких забив 9 голів). 17 листопада 2011 року Кураньї продовжив контракт з «Динамо» до літа 2015 року. Наразі встиг відіграти за московських динамівців 49 матчів в національному чемпіонаті.

## Виступи за збірні
Протягом 2002—2003 років залучався до складу молодіжної збірної Німеччини. На молодіжному рівні зіграв у 6 офіційних матчах, забив 2 голи.
29 березня 2003 року дебютував в офіційних матчах у складі національної збірної Німеччини в кваліфікаційному матчі на Євро-2004 проти збірної Литви, що завершився з рахунком 1-1.
У складі збірної був учасником чемпіонату Європи 2004 року у Португалії, розіграшу Кубка Конфедерацій 2005 року у Німеччині, на якому команда здобула бронзові нагороди та чемпіонату Європи 2008 року в Австрії та Швейцарії, де разом з командою здобув «срібло».
11 жовтня 2008 року, після того як тренер збірної Німеччини Йоахім Лев не включив його до складу на гру зі збірною Росії, самовільно поїхав додому. Після цього Лев заявив, що більше не викличе Кураньї в збірну. Всього за 6 років виступів провів у формі головної команди країни 52 матчі, забивши 19 голів.

## Приватне життя
Народився в дуже забезпеченій сім'ї. Виріс в Панамі. Батько — німецько-угорського походження, мати родом з Панами. Є громадянином одразу трьох країн: Бразилії, Панами, Німеччини. 
Вільно може спілкуватись німецькою, португальською, іспанською, англійською та угорською мовами. 
28 квітня 2007 року в Штутгарті одружився з хорваткою Вікторією Пеличич. Має двох дітей: сина Карло та дочку Вів'єн Кармен.

## Титули і досягнення
- Володар Кубка німецької ліги (1):

«Шальке 04»: 2005
- Віце-чемпіон Європи: 2008